# 天狗山 (甲府市)
天狗山（てんぐやま）は、山梨県甲府市にあり、奥秩父山地の南端部に位置する山である。標高は493メートル。甲府名山のひとつ。

## 概要
山梨県甲府市羽黒町に位置し、山頂からは甲府盆地を一望することができる。麓にある羽黒大宮神社の御神体とされ、ここから登山道を経て山頂に至る。登山道はここから更に千代田湖方面へと続いている。
山頂にはおてんぐさん古墳（天狗山古墳）があり、直径約30m・高さ約6mの積石塚の円墳で、積石塚としては県内最大規模である。墳丘上や周辺には神社や祠、石碑や石柱が存在する。

## 隣接する山
- 片山